# Маріуполь (станція)
Маріу́поль — головна залізнична станція міста Маріуполя. Станція входить до складу Лиманської дирекції Донецької залізниці.

## Історія
У другій половині XIX століття виникла необхідність у будівництві залізниці, яка з'єднала б промислові центри з морем. Вона потрібна була для відправки вугілля водним шляхом в усі порти Азово-Чорноморського басейну і для вивозу його за кордон.
1882 року було завершено будівництво ділянки залізниці від станції Оленівки до Маріуполя. Того ж року збудована центральна споруда залізничного вокзалу, в якій розміщувались каси, зал чекання, кабінети чергового і начальника станції, кімната телеграфіста.
Поступово центральна частина обросла крилами, по два з кожної сторони. Всі приміщення з'єднувались між собою. Ця одноповерхова витягнута споруда була пофарбована в темно-зелений колір. На центральній частині вокзалу з боку перону був закріплений начищений до блиску дзвін. Черговий по станції сповіщав ним про відправлення поїзда.

Залізничний вокзал
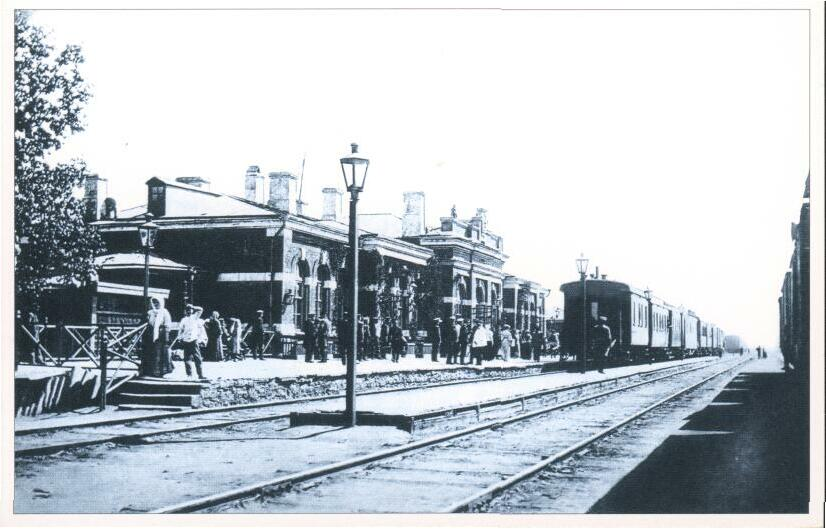
Наприкінці XIX століття
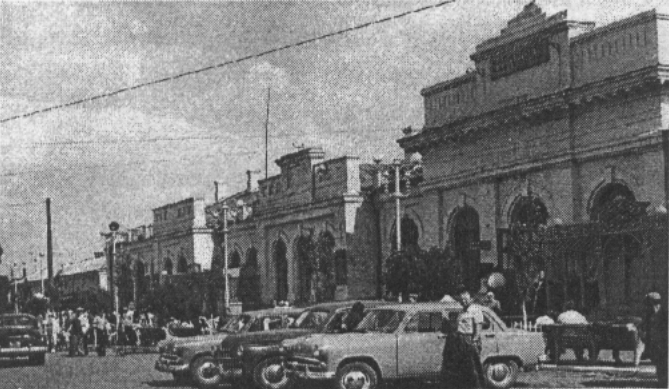
У 1950—1960-ті роки

Згідно з розкладом 1900 року, тоді поштово-пасажирський поїзд № 3 вирушав до станції Дебальцеве о 23:49, а товарно-пасажирський поїзд № 7 до Воронежа о 08:50. Тоді курсували ще три поїзди до морського порту і зворотно, а також транзитні вантажні поїзди до морського порту.
У грудні 1905 року на станції страйкували залізничники, які підтримували грудневе збройне повстання.
22 листопада 1917 року червоноармійці тут відбили у своїх ворогів вагон із зброєю. Через це на будівлі вокзалу встановлені мармурові меморіальні дошки.

Дошка про страйк залізничників станції

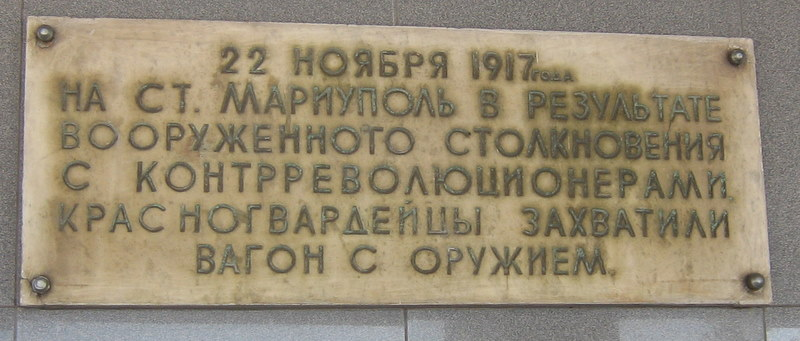
Дощка про відбиття вагону із зброєю червоноармійцями

Під час німецько-радянської війни будівля вокзалу була спалена. Збереглось лише одне крило. Відбудована у 1946 році.
На початку 1970-х років вокзал зазнав перебудови, і 1974 року введена в експлуатацію сучасна споруда. Стіни зали очікування прикрасили маріупольські художники, мозаїку, присвячену праці металургів, виконали монументалісти Валентин Константинов та Лель Кузьмінков. Другу стіну прикрашало панно з різних дерев'яних пластин роботи художника Олексія Бочарова (нині не збереглось).
У 2007 році капітально відремонтовано будівлю вокзалу. Оновлено фасад будівлі, встановлені автоматичні розсувні двері. На пероні вокзалу встановлений стрілочний годинник.

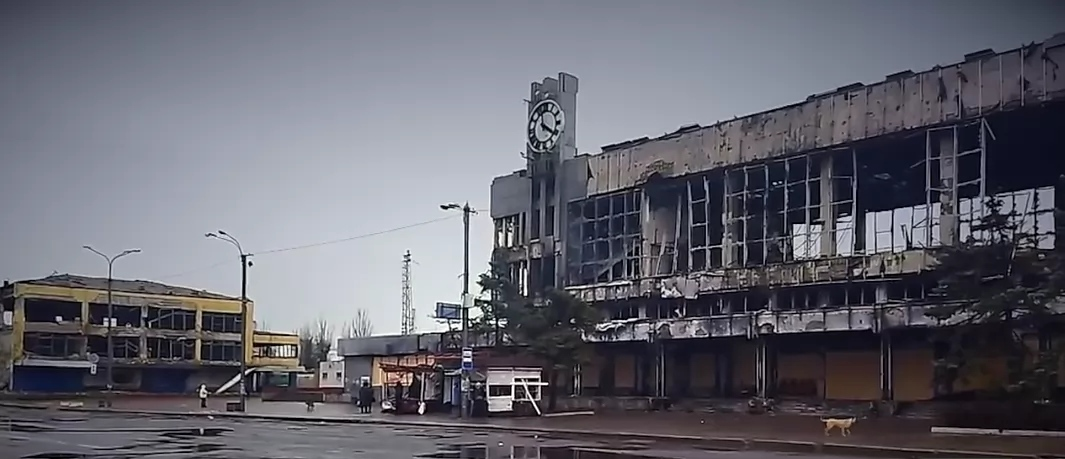
Знищений російськими окупантами залізничний вокзал в Маріуполі (2022)

Під час російського вторгнення в Україну окупанти знищили залізничний вокзал Маріуполя та унікальну мозаїку «Металурги». Мозаїка, датована 1975 роком, перебувала в залі чекання залізничного вокзалу та була практично візитною карткою міста. Автори панно — Лель Кузьменков та Валентин Константинов.

## Пасажирське сполучення
З 9 серпня 2014 року, через пошкоджену в результаті бойових дій залізничної інфраструктури на дільниці Рутченкове — Мандрикине — Доля, припинено залізничне сполучення на дільниці між станціями Волноваха та Донецьк.
Поїзди далекого сполучення
Зі/до станції Маріуполь до повномасштабного російського вторгнення в України (з 2022) курсували наступні пасажирські поїзди далекого сполучення:
| Рух пасажирських поїздів далекого сполучення по станції Маріуполь | Рух пасажирських поїздів далекого сполучення по станції Маріуполь | Рух пасажирських поїздів далекого сполучення по станції Маріуполь | Рух пасажирських поїздів далекого сполучення по станції Маріуполь                                                                     |
| №                                                                 | Маршрут сполучення                                                | Проміжні станції | Періодичність курсування |
| ----------------------------------------------------------------- | ----------------------------------------------------------------- | --- | --- |
| 10/9 «Приазов'я»                                                  | Маріуполь — Київ                                                  | Волноваха, Федорівка, Запоріжжя I, Дніпро-Головний | Призначений з 30.03.2019. Курсував щоденно, призначався з 27 жовтня 2019 року.                                                        |
| 68/67                                                             | Маріуполь — Львів                                                 | Волноваха, Великий Токмак, Федорівка, Запоріжжя I, Синельникове I, Дніпро-Головний, П'ятихатки, Олександрія, Знам'янка-Пасажирська, Імені Тараса Шевченка, Христинівка, Вапнярка, Жмеринка, Деражня, Хмельницький, Тернопіль, Злочів                                   | Курсував через день |
| 70/69                                                             | Маріуполь — Львів                                                 | Волноваха, Великий Токмак, Федорівка, Запоріжжя I, Синельникове I, Дніпро-Головний, П'ятихатки, Олександрія, Знам'янку-Пасажирську, Імені Тараса Шевченка, Миронівка, Біла Церква, Козятин I, Калинівка I, Вінниця, Жмеринка, Деражня, Хмельницький, Тернопіль, Злочів | Щоденно |
| 78/77                                                             | Маріуполь — Бахмут                                                | Волноваха, Великий Токмак, Федорівка, Запоріжжя I, Синельникове I, Павлоград I, Лозова, Харків, Зміїв, Балаклія, Ізюм, Лиман | Курсував через день, призначався з 06.07.2017. На ділянці Маріуполь — Федорівка курсував двогрупним складом спільно з поїздом № 70/69 |
| 84/83 «Азов»                                                      | Маріуполь — Київ                                                  | Волноваха, Великий Токмак, Федорівка, Запоріжжя I, Дніпро-Головний, Синельникове I, П'ятихатки, Олександрія, Знам'янка-Пасажирська, Імені Тараса Шевченка, Миронівка                                                                                                   | Курсував щоденно |
| 104/103                                                           | Маріуполь — Київ / Жмеринка                                       | Волноваха, Федорівка, Запоріжжя I, Дніпро-Головний, П'ятихатки, Олександрія, Знам'янка-Пасажирська, Імені Тараса Шевченка, Миронівка | Скасований. Раніше курсував щоденно, у вихідні дні маршрут поїзда подовжувався до станції Жмеринка                                    |
| 142/141                                                           | Маріуполь — Одеса                                                 | Волноваха, Великий Токмак, Федорівка, Запоріжжя I, Дніпробуд II, Нікополь, Апостолове, Херсон, Миколаїв, Колосівка | Курсував через день, призначався з 21.06.2017                                                                                         |

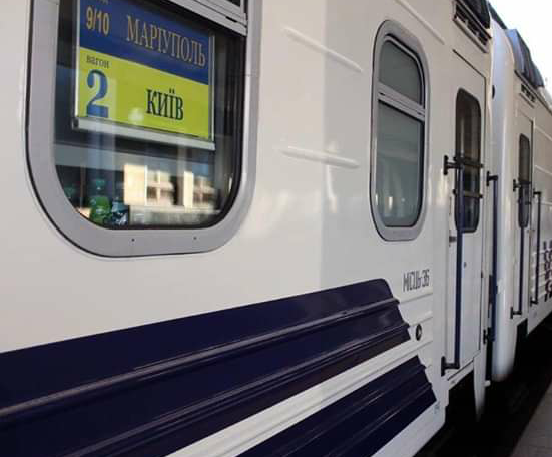
Нічний експрес «Приазов'я» № 9/10
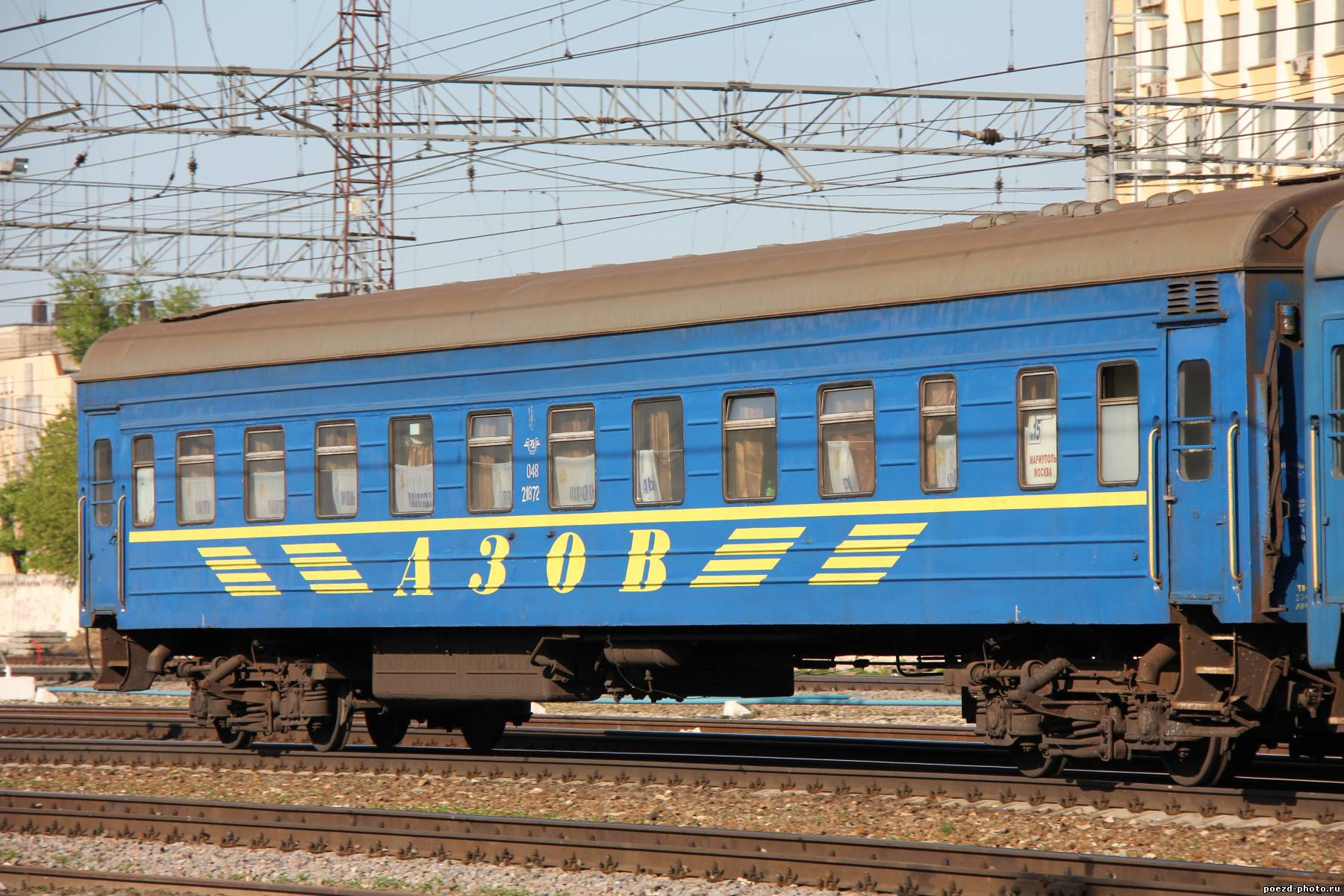
Нічний швидкий поїзд «Азов» № 83/84
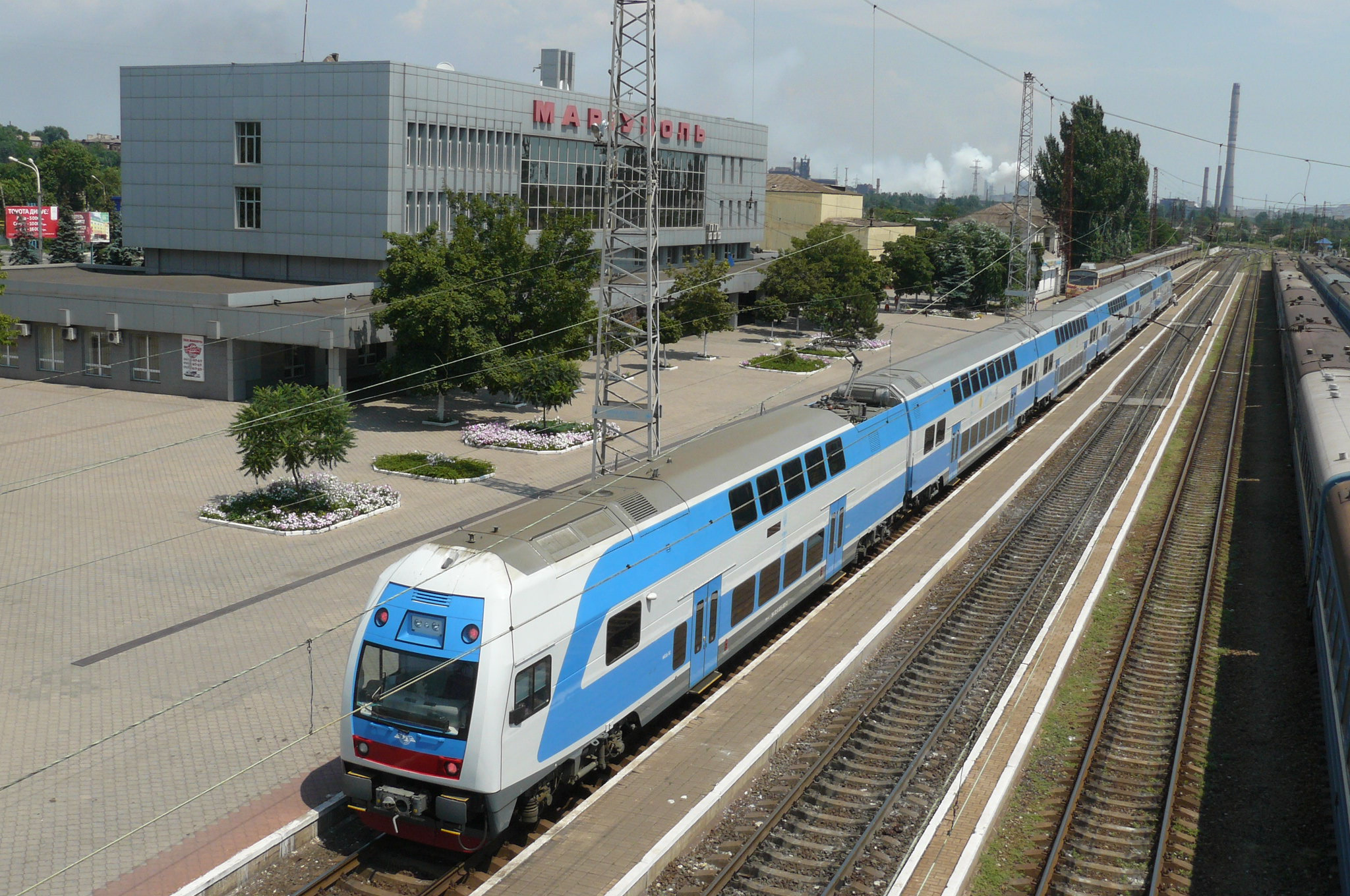
EJ 675 «Південний експрес» № 175/176 Донецьк — Маріуполь (липень 2012)

До 2014 року до/від станції Маріуполь курсували наступні пасажирські поїзди:
| Рух пасажирських поїздів далекого сполучення (до 2014 року) | Рух пасажирських поїздів далекого сполучення (до 2014 року) | Рух пасажирських поїздів далекого сполучення (до 2014 року) | Рух пасажирських поїздів далекого сполучення (до 2014 року) |
| №                                                           | Маршрут сполучення                                          | Станції слідування | Дата відміни                                                |
| ----------------------------------------------------------- | ----------------------------------------------------------- | --- | ----------------------------------------------------------- |
| 22/21                                                       | Маріуполь — Львів                                           | Волноваха, Донецьк, Макіївка-Пасажирська, Синельникове II, Дніпро-Головний, П'ятихатки, Олександрія, Знам'янка-Пасажирська, Кропивницький, Жмеринка, Деражня, Хмельницький, Тернопіль, Злочів                                                                        | 08.11.2011                                                  |
| 78/77                                                       | Маріуполь — Москва                                          | Волноваха, Донецьк, Макіївка-Пасажирська, Горлівка, Костянтинівка, Краматорськ, Слов'янськ, Лозова, Харків, Бєлгород, Курськ, Орел, Тула I-Курська | 09.08.2014                                                  |
| 144/143                                                     | Маріуполь — Санкт-Петербург                                 | Волноваха, Донецьк, Макіївка-Пасажирська, Горлівка, Костянтинівка, Краматорськ, Слов'янськ, Лозова, Харків, Бєлгород, Курськ, Орел, Тула I-Курська, Москва, Твер, Бологе-Московське                                                                                  | 22.05.2012                                                  |
| 322/321                                                     | Маріуполь — Харків                                          | Волноваха, Донецьк, Макіївка-Пасажирська, Горлівка, Бахмут, Лиман, Балаклія | 26.05.2012                                                  |
| 384/383                                                     | Маріуполь — Барановичі / Вітебськ                           | Волноваха, Донецьк, Макіївка-Пасажирська, Єнакієве, Дебальцеве, Лисичанськ, Сватове, Куп'янськ, Харків, Люботин, Суми, Путивль, Конотоп, Бахмач-Пасажирський, Гомель-Пасажирський, Бобруйськ, Мінськ-Пасажирський / Жлобин-Пасажирський, Могильов I, Орша-Центральна | 22.07.2014                                                  |
| 386/385                                                     | Маріуполь — Липецьк                                         | Волноваха, Донецьк, Макіївка-Пасажирська, Єнакієве, Дебальцеве, Луганськ, Міллерово, Лиски, Воронеж | 10.11.2011                                                  |
| 616/615                                                     | Маріуполь — Полтава                                         | Волноваха, Донецьк, Макіївка-Пасажирська, Горлівка, Костянтинівка, Краматорськ, Слов'янськ, Лозова, Берестин | 06.09.2011                                                  |

Приміське сполучення
З липня 2014 року, з початком російської збройної агресії на сході України, з Маріуполя приміські поїзди прямували лише до станції Волноваха.
До липня 2014 року приміське сполучення здійснювалось до станцій Ясинувата-Пасажирська, Слов'янськ та Іловайськ.

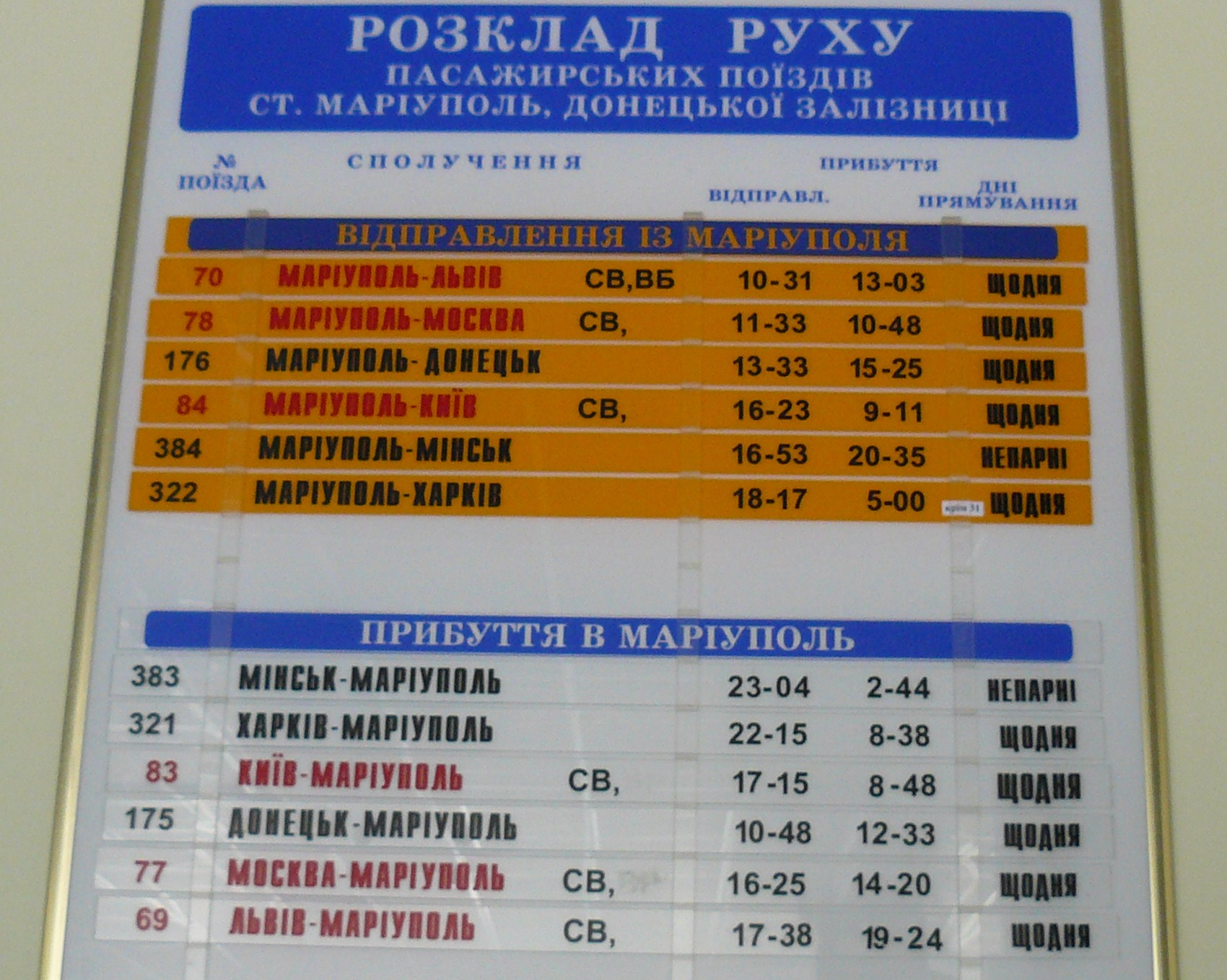
Розклад руху пасажирських поїздів станом на 2012 рік
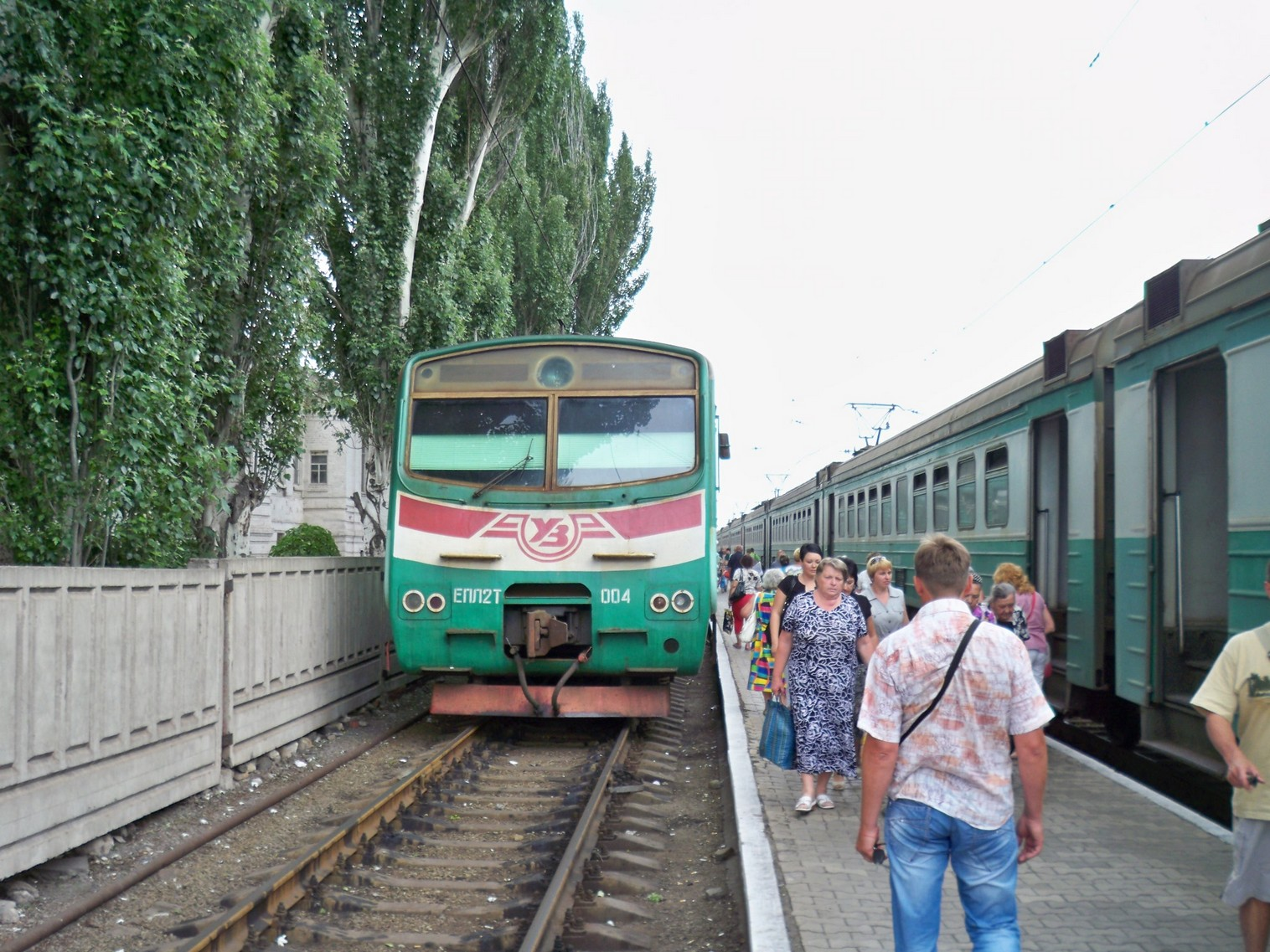
ЕПЛ2Т-004 на станції Маріуполь
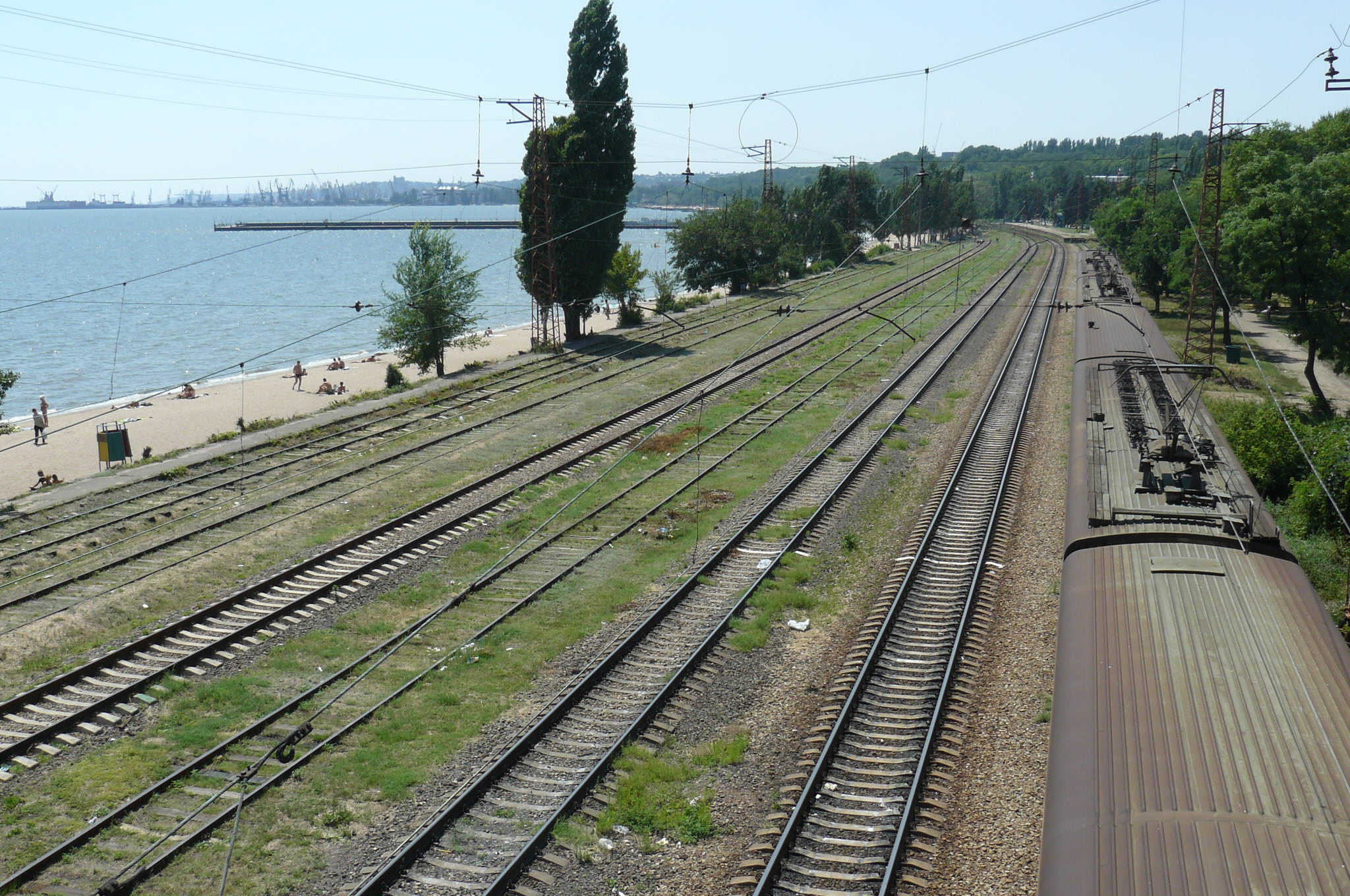
Залізнична лінія вздовж пляжу

У 2018 році «Укрзалізниця» запустила на Донеччині оновлені приміські електропоїзди сполученням Маріуполь — Волноваха. 4 серпня 2019 року, після п'яти років простою, «Укрзалізниця» відновила рух приміських поїздів на дільниці Волноваха — Південнодонбаська. Для відновлення безпечного курсування поїздів на цій дільниці було перевірено та підготовлена інфраструктура спільно з фахівцями штабу ООС. Приміські електропоїзди почали курсувати за маршрутом Маріуполь — Південнодонбаська (2 пари на день).

## Сучасність
З 27 травня 2012 по 14 жовтня 2012 року до станції Маріуполь курсував денний швидкісний поїзд EJ 675 «Південний експрес» № 175/176 сполученням Донецьк — Маріуполь у загальному обороті між Харковом, Дніпром, Донецьком і Луганськом за кільцевим маршрутом. Відповідно з експериментальним графіком, який був розроблений «Укрзалізницею», електропоїзд EJ 675 долав відстань від Донецька до Маріуполя (завдожки 136 км) за 1 годину 50 хвилин. Через низьку наповненість поїзда Донецьк — Маріуполь, яка становила близько 8-10 %, з 15 жовтня 2012 року було припинено його курсування на цьому маршруті.
Через підрив мосту в районі селищ Аджахи та Правий Берег через річку Кальчик (біля залізничної платформи 1261 км) станція Маріуполь припинила бути кінцевою з 23 грудня 2014 року. Відтак усі електропоїзди та пасажирські поїзди висаджували пасажирів на станції Сартана.
19 листопада 2015 року введено в експлуатацію залізничний міст через річку Кальчик між станціями Сартана і Маріуполь, який було підірвано в результаті теракту 23 грудня 2014 року.
Пасажирське та вантажне сполучення «Укрзалізниця» запустила по двох коліях. Відновлення головної залізничної артерії регіону забезпечило нормальну роботу маріупольських металургійних комбінатів, підвищило безпеку та комфорт пасажирських перевезень, а також дозволило відмовитися від використання одноколійного зношеного мосту, що експлуатувався до цього часу. Очікувалося, що проєкт обійдеться «Метінвесту» в 12 млн гривень, проте остаточна сума інвестицій склала 16 млн гривень. За рахунок коштів компанії демонтовано прогонові будови та пошкоджені конструкції, встановлено опори, змонтовано нові металеві частини мосту, залито фундамент і прольоти споруди. Укладання колій та електрифікацію виконала «Укрзалізниця». Показово, що 20 жовтня 2015 року було запущено рух на першій колії: відновленим мостом пройшов перший вантажний поїзд з продукцією «Азовсталь» зі станції Сартана до Маріупольського торговельного порту.
Сполучення Маріуполь — Харків припинилося у січні 2015 року через підрив залізничної колії і пошкодження мосту на перегоні Комиш-Зоря — Розівка Донецької залізниці. 23 січня 2015 року залізничний міст було відновлено.
Через війну на сході України, понад два роки був відсутній рух поїздів за популярними маршрутами Маріуполь — Ясинувата — Одеса, Маріуполь — Харків тощо. Відновлення залізничного сполучення між Маріуполем і Харковом порушувалася не раз у місцевих ЗМІ. Завдяки громадськості, з 27 березня 2016 року, призначено вагони безпересадочного сполучення за маршрутом Харків — Маріуполь до складу поїздів «Азов» та «Промінь». Ця група вагонів курсувала через місто Дніпро до 4 липня 2017 року.
З 21 червня 2017 року призначений нічний швидкий поїзд № 192/191 сполученням Маріуполь — Одеса, який курсував через день.
З 6 липня 2017 року призначено новий пасажирський поїзд № 196/195 сполученням Маріуполь — Бахмут через станцію Харків-Пасажирський.
17 липня 2019 року Кабінет Міністрів України ухвалив рішення про зміну фінансування, відповідно з яким «Укрзалізниця» планувала придбати 10 нових пасажирських вагонів.
31 березня 2019 року на станцію Маріуполь здійснив перший рейс поїзд № 9/10 категорії «нічний експрес» сполученням Київ — Маріуполь. До 26 жовтня 2019 року поїзд курсував через день, 27 жовтня 2019 року «Укрзалізниця» призначила другий склад «нічного експреса», що дало можливість на щоденне курсування. У жовтні 2019 року поїзд отримав іменну назву «Приазов'я».
7 жовтня 2021 року, під час презентації «Укрзалізницею» графіка руху пасажирських поїздів на 2022 рік, було повідомлено, що з 12 грудня 2021 року маріупольці зможуть подорожувати залізницею до Карпат без пересадок, призначивши новий маршрут поїзда № 6/5 сполученням Маріуполь — Ворохта, який був найдовшим в Україні. Крім того, згодом було призначено нові маршрути поїздів з Маріуполя, а саме: поїзд № 68/67 сполученням Маріуполь — Львів (через станцію Христинівка) та поїзд № 104/103 сполученням Маріуполь — Київ (через станції Павлоград I, Лозова, Красноград, Полтава-Південна, Миргород, Гребінка).
До 2024 року Міністерство інфраструктури України планувала налагодити швидкісні міжрегіональні сполучення і запустити нові маршрути категорії «Інтерсіті+», а в рамках цього проєкту передбачалося призначити  і міжрегіональний поїзд до Маріуполя.
Вокзал Маріуполя тупиковий за своїм місцезнаходженням, в ході російського вторгнення в Україну, був відрізаний рух поїздів залізницею. Єдиний зв'язок із «великою землею» був через станцію Волноваху, а далі — на Запоріжжя. На той час у Волновасі обстріли та бої почалися раніше, ніж у Маріуполі. Причому дуже масштабні пошкодження було завдано  залізниці.
З 27 лютого 2022 року було повністю припинено залізничне сполучення. В цей день було відправлено лише денні пасажирські поїзди, а два вечірніх поїзди сполученням Маріуполь — Київ так і не вдалося відправити за маршрутом.
В ході боїв інфраструктура міста та залізниця зазнали значних руйнувань.

## Вихід у місто
Вихід у місто із північної сторони вокзалу до вулиці Вокзальній. На привокзальній площі (площа Мічмана Павлова) розташована кінцева зупинка тролейбусів № 5, 10, 11 та автобусів № 23т, 110, 123, 150.
Завдяки тому, що станція розташована в безпосередній близькості від Азовського моря, значна кількість пасажирів із Волноваського району, Донецька та інших місцевостей приїжджали електропоїздами на вокзал та відпочивали на гарному пляжі, який розташований з південної сторони за 250—300 м від станції.